# 银城街道 (夏津县)
银城街道，是中华人民共和国山東省德州市夏津县下辖的一个乡镇级行政单位。

## 行政区划
银城街道下辖以下地区：
东董吴社区、隋韩梁社区、腾庄社区、王栗社区、苑王社区、淡官屯社区、四联社区、八里冯社区、双冉社区、孟王社区、三义社区、前马社区、西关村、南关村、北关村、南屯子村、塔坡村、五里庄村、代庄村、郭寨村、李集村、许集村、十里庙村、后赵庄村和十五里铺村。